# Il bacio di Giuda (film 1954)
Il bacio di Giuda (El beso de Judas) è un film del 1954, diretto da Rafael Gil.